# Фернандес де Веласко-и-Мендоса, Иньиго
Иньи́го Ферна́ндес де Вела́ско-и-Мендо́са (исп. Íñigo Fernández de Velasco y Mendoza; 1462 — 17 сентября 1528) — испанский дворянин, 4-й граф Аро, 3-й коннетабль Кастилии, 2-й герцог Фриас (1512—1528). Участник войн против Гранадского эмирата (1482—1492) и подавления Первого Альпухаррского восстания (1499—1501). Один из первых испанцев, удостоенных Ордена Золотого руна. Официант и виночерпий короля Испании Карлоса I.
Второй сын Педро Фернандеса де Веласко-и-Манрике де Лара (1425—1492) и Менсии де Мендоса (1421—1500).
Он превратил церковь Санта-Мария-де-Меркадо-де-Берланга в коллегиальную церковь.

## Биография
Его отец пообещал ему жениться на Марии де Товар после достижения соглашения с её опекуном, епископом Куэнки. Цель состояла в том, чтобы защитить права Марии перед её братом Хуаном, а затем против её племянников, которые пытались получить наследство от своего отца, Луиса де Товара, под ложным предлогом, что родовой майорат ранее исключал прва на наследование по женской линии. В 1482 году они подготовили брачные договоры при условии, что они запросят разрешение на брак у папы римского Сикста IV, что Педро де Веласко ежегодно будет давать Иньиго 400 000 мараведи или, в противном случае, город Вильядиего и его мериндад для поддержки брака (поскольку Мария предоставила Каса-де-Товар и города Берланга и Гельвес для брака, наряду с возможностью добавления других), в дополнение к передаче ей городов Гандул и Марченилья (расположенные в сельской местности Севильи). Задаток, обещанный Иньиго Марии, был установлен в размере одного миллиона мараведи, которые его отец был обязан выплатить, заложив Санто-Доминго-де-Силос. За пятнадцать дней до свадьбы Мария получит всю свою одежду и аксессуары в соответствии с ее состоянием и состоянием, а также одежду ее дуэньи и девиц.
Вскоре после женитьбы он участвовал в завоевании Гранады, находясь под командованием своего отца.

## Споры с братом по поводу наследства отца
После смерти своего отца в январе 1492 года он столкнулся с проблемами со своим старшим братом Бернардино Фернандесом де Веласко-и-Мендоса из-за наследства своего отца, поскольку Бернардино конфисковал завещание до того, как оно было запечатано нотариусом, изменив некоторые пункты. Иньиго протестовал, требуя места Гандул и Марченилья и город Вильядьего, которые обещал ему его отец, а его брат забрал у него. Хотя Бернардино изначально отказался, потому что утверждал, что отец объявил его всеобщим наследником своего имущества, они, наконец, достигли соглашения, ключом к которому было владение Иньиго десятиной моря (доставленной его отцом перед смертью в ожидании разногласий с братом, чтобы он мог использовать их как гарантию соблюдения с его наследством), которого желал Бернардино за огромный доход, который он давал и который должен был быть получен взамен. Гандул и Марченилья заинтересовали Иньиго, потому что они добавили еще одну территорию к городу Хельвес, что способствовало свадьбе семьи его жены.

## Приобретение недвижимости
Мария де Товар в 1495 году унаследовала город Вильяльба-дель-Алькор (провинция Уэльва) от своей бабушки Инес де Гусман.
В 1502 году принц Филипп Красивый и принцесса Хуана предоставили ему доход старшего коперо в размере 40 000 мараведи в год на паек и вывоз.
Мария была заинтересована в приобретении Осмы, чтобы расширить территории, которыми она уже владела в Берланге. В 1507 году Диего Лопес Пачеко, 2-й маркиз Вильена, заваленный долгами, решил избавиться от Осмы, так как она находилась далеко от центра его основных владений. 10 марта 1507 года они достигли соглашения о покупке Осмы. 27 апреля Алонсо де Аревало от имени Марии де Товар завладел городом Осма и деревнями Вальденебро, Вальдевеласколуэнго, Вальденахаррос, Навапалос, Эль-Ольмеда, Лодарес и Вальсервалехо.

## Создание поместья
26 мая 1509 года вместе с женой Иньиго Фернандес де Веласко создал майорат, включавшее все его приобретения, для своего старшего сына Педро, который должен принять фамилию и герб рода де Товар, сохранив за собой владение этими активами. Сюда входили виллы Куэнка-де-Кампос, Берланга и Хельвес; места Гандул и Марченилья; город Осма и его земли; залог 112 500 мараведи в городах Бурго-де-Осма и местностях Хусеро и Кабрехас.
Это майорат был отменен его основателями в 1512 году.

## Дальнейшие приобретения и получение поместья Веласко
В 1511 году королева Хуана Безумная предоставила ему в залог 200 000 мараведи в алькабала (налог) в городе Сориа.
В 1512 году умер его старший брат Бернардино Фернандес де Веласко-и-Мендоса, 1-й герцог Фриас. Из-за отсутствия мужской преемственности и из-за запрета, наложенного Педро Фернандесом II де Веласко при создании его майората в 1458 году на получение его женщинами, Иньиго унаследовал от Бернардино все его титулы и майорат семьи Веласко. Поскольку последний перейдет к его старшему сыну после смерти Иньиго, Мария попросила своего мужа отменить майорат, созданный в 1509 году, чтобы сохранить имущество Товаров отдельно от имущества Веласко, чтобы память об их происхождении была сохранена, на что Иньиго согласился.
В 1513 году он купил ферму Ла-Техада и все её земли у Педро де Таблареса.

## Создание майората Товар
В 1517 году Мария создала майорат для своего второго сына Хуана, который будет носить герб и фамилию семьи Товар и унаследует виллы Берланга, Хельвес, места Гандул и Марченилья, город Осма и право на восстановление Астудильо.
Куэнка-де-Кампос был отделен от поместья, которое Иньиго связал с поместьем Веласко и Вильяльба-дель-Алькор, которые продали своего сына Педро за 13 333 333 мараведи.
В 1520 году Мария включила башню и дом, который она построила в Осме, в состав майората, заложив 112 000 мараведи из ренты Калаорры, городов Берзоса, Алькубилья, фермы Вальдеальбин и города Фресно (купленного у Луиса де ла Серды за 1 550 000 мараведи).

## Золотое руно, приобретения и продажи
31 октября 1517 года в качестве коннетабля Кастилии он прибыл, чтобы принять короля Испании Карла I Габсбурга в Бесерриль-де-Кампос, который 19 сентября высадился на пляже Тасонес и направлялся в Вальядолид.
В 1518 году Карлос I пожаловал ему Орден Золотого руна, что побудило его стать известным в народе как Триграф Кускурриты.
6 апреля 1527 года Иньиго и его жена получили разрешение от императора Карлоса I распоряжаться городом Хельвес, который захватила семья Тельес-Хирон. Два месяца спустя Мария продала Хельвес (вероятно, потому, что она была далеко от остального своего имущества) Хорхе де Португалу, старшему камареро Карлоса I, за 10 000 000 мараведи.

## Губернатор Испании и противостояние простолюдинам
9 сентября король Испании Карлос I, поскольку он направлялся в Германию, назначил его губернатором Испании вместе с кардиналом Адриано Утрехтским и адмиралом Фадрике Энрикесом Кастильским, сражавшихся против восставших комунерос. Хорошо известен его ответ членам общины, просившим его не принимать должность регента, на что он ответил, что его дом поставлен на службу королям Кастилии, поэтому, защищая императора, он потеряет последнюю каплю своего кровь.
Он был генерал-капитаном Гипускоа и помогал Карлосу I в его войнах против Франции. После поражения Франциска I Иньиго Фернандесу де Веласко была доверена охрана дофина Франции и его брата, герцога Орлдеанского, доставленных императору в качестве гарантии выполнения Мадридского договора 1526 года.

## Смерть
Он составил завещание в Бургосе 10 января 1527 года. В нём он приказал, чтобы его похоронили в часовне коннетабля собора Бургоса перед алтарем Санта-Анна, потому что, хотя он поклялся похоронить себя в монастыре Санта-Клара-де-Медина-де-Помар, он получил от папы ослабление этой клятвы, чтобы иметь возможность хоронить, где вы хотите.
30 ноября 1527 года умерла его жена, а 17 сентября 1528 года скончался сам Иньиго Фернандес де Веласко. В 1529 году его сын Хуан де Товар был назван Карлосом I маркизом Берланга в благодарность за услуги, оказанные Иньиго короне.

## Потомки
Он был женат на Марии Товар, сеньоре Берланга, от которой у него было шестеро детей:
- Педро Фернандес де Веласко-и-Товар (ок. 1485—1559), старший сын, который унаследует их титулы.
- Хуан де Товар (ок. 1490—1540), 1-й маркиз де Берланга (с 1529).
- Менсия де Веласко, муж с 1507 года Педро Велес де Гевара и Манрике (+ 1559), 2-й граф Оньяте. Основатель больницы в Бривьеске
- Мария де Веласко, настоятельница монастыря Санта-Клара-де-Медина-де-Помар.
- Изабель де Веласко, маркиза Эльче. Замужем за Бернардино де Карденасом и Пачеко, 2-м герцогом Македа (1490—1560)
- Хуана де Веласко и Арагон, жена Франсиско Томаса де Борхи и Сентельеса, 6-го герцога де Гандия (1551—1595), и мать Иньиго де Борха-и-Веласко.

У него также была внебрачная дочь:
- Мария Саенс де Веласко, вышла замуж за испанского капитана Педро Мартинеса де Ривильи.